# トライトン (原子力潜水艦)
| USS トライトン (SSRN/SSN-586) |                                                               |
| 艦歴                          |                                                               |
| 発注                          |                                                               |
| 起工                          | 1956年5月29日                                                 |
| 進水                          | 1958年8月19日                                                 |
| 就役                          | 1959年11月10日                                                |
| 退役                          | 1969年5月3日                                                  |
| その後                        | 原子力艦再利用プログラム                                      |
| 除籍                          | 1986年4月30日                                                 |
| 性能諸元                      |                                                               |
| 排水量                        | 水上5,800トン, 水中7,900トン 予備浮力36.2%                    |
| 全長                          | 136.5 m                                                       |
| 全幅                          | 11.3 m                                                        |
| 喫水                          | 7.2 m                                                         |
| 機関                          | GE S4G型加圧水型原子炉 2基 蒸気タービン 2基 4翼スクリュー 2軸 |
| 最大速                        | 水上27ノット, 水中27ノット                                    |
| 最大深                        | 213 m                                                         |
| 乗員                          | 士官、兵員159名                                               |
| 兵装                          | 21インチ (533 mm)魚雷発射管6基(前4 / 後2) - 魚雷×15           |
| ソナー                        | BQS-4                                                         |
| レーダー                      | BPS-2（航海/水上捜索）、SPS-6C（対空捜索）                    |
| モットー                      |                                                               |

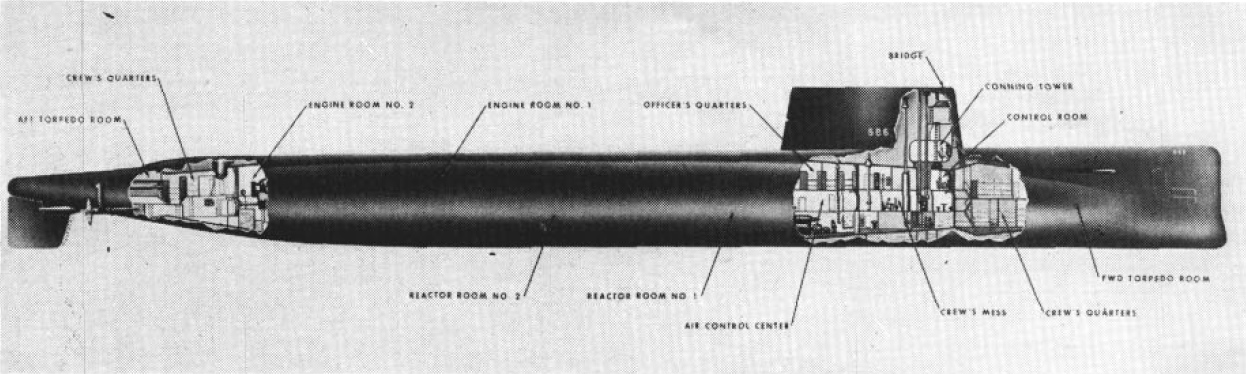
断面図

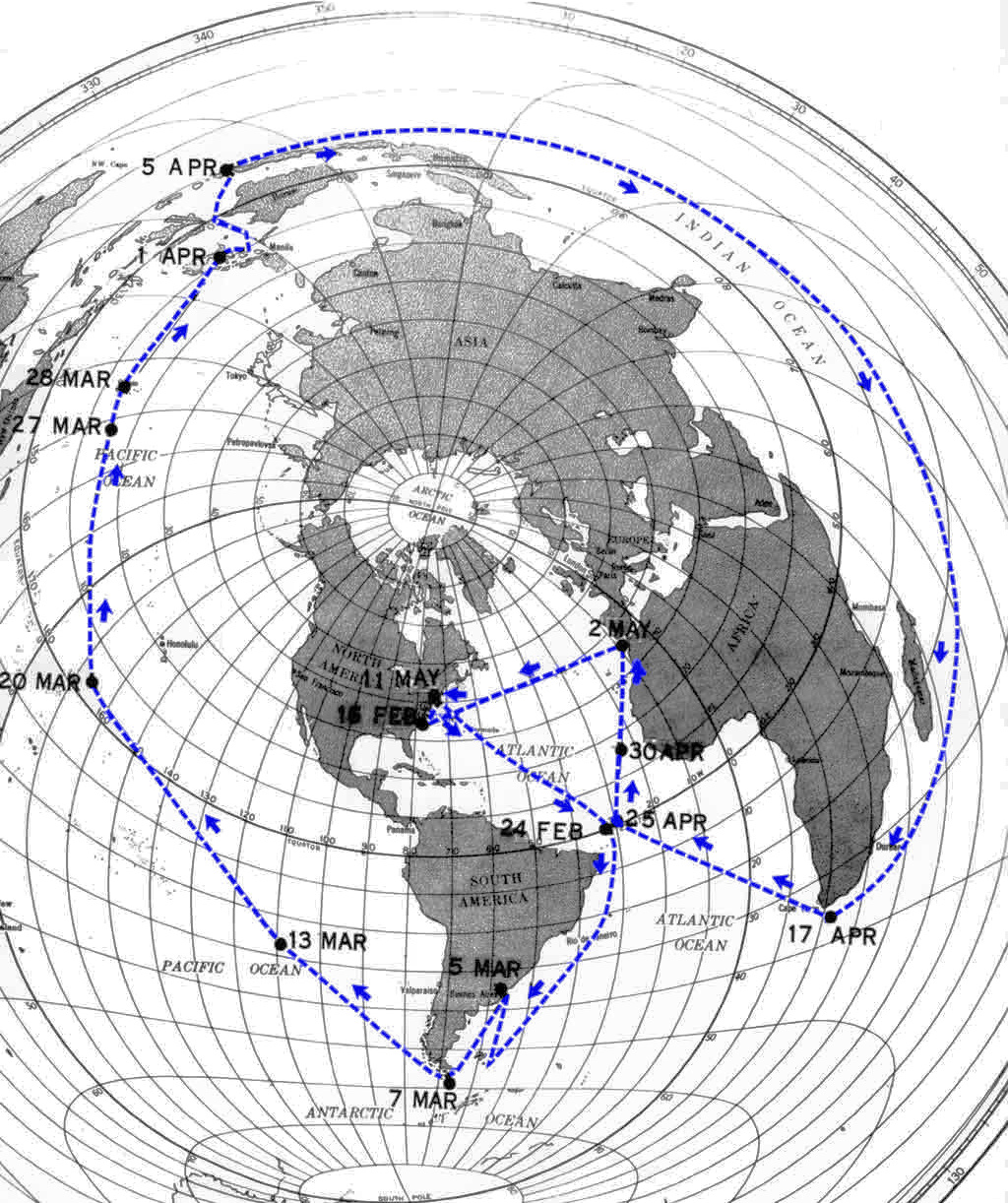
オペレーション・サンドブラストの航路。

トライトン(USS Triton, SSRN/SSN-586)はアメリカ海軍の原子力潜水艦である。同型艦はない。同名の米軍艦（USS Triton）としてはタンバー級潜水艦4番艦(SS-201)以来4代目。
艦名の“Triton”とはギリシャ神話の海神、トリートーンの英語表記／読みである。
就役（1959年11月10日）から1961年2月28日までの約1年4ヶ月弱はレーダー哨戒潜水艦（SSRN）、1961年3月1日からは、1969年5月3日の予備役編入を経て、1986年4月30日の除籍まで約25年間は攻撃型潜水艦（SSN）に分類されていた。

## 概要
第二次世界大戦末期、日本の特攻に悩まされた米海軍は、レーダー哨戒潜水艦（radar picket submarine）という艦種を整備することを決定した。この艦種は、強力な対空捜索レーダーを搭載し、空母機動部隊に先行して対空警戒を行うことを任務とした。すなわち、水上艦では進出困難な海域まで単独で先行し、航空機による襲撃を探知すると、空母機動部隊に警報を発すると同時に潜航して難を逃れ、あるいは、空母機動部隊から出撃した味方艦載機部隊を誘導する｡
この任務の特性上、トライトンには、強力な対空レーダーとCIC機器が装備された。空母機動部隊に随伴する必要があることから、原潜としては異例の水上高速力が要求され、原子炉2基を搭載するという設計が採られた。この結果、当時としては大型艦となり、特にオハイオ級の就役まで、本艦の全長をしのぐ潜水艦は米海軍にはなかった。しかし上述の変化により、1961年3月1日には攻撃型潜水艦に種別を変更された。その後､核戦争時の最高首脳部の移動指揮所に改装する案も検討されたが実現を見ることはなく、1969年5月3日に予備役へ編入された。
アメリカ海軍で最初に退役した原子力潜水艦となった。1968年に世界で初めて退役したソ連海軍のノヴェンバー型原子力潜水艦K-27に次いで世界で2番目である。

## マゼラン作戦
大航海時代の航海者フェルディナンド・マゼランにちなんで命名されたこの作戦は､潜水艦が一度も浮上することなく世界周航することと、どの海中からでも核攻撃を可能とするアメリカ海軍の「ポラリス計画」の能力試験だった。ただし、3月5日にホーン岬付近で、急病人を巡洋艦に移すため浮上し、1.5メートルほど水面に姿を見せている。

### 航程
1960年2月15日、初代艦長エドワード・L・ビーチ・ジュニア中佐の指揮のもと、コネチカット州ニューロンドン基地を出航した本艦は、同日ニューヨーク州沖合いで潜航し、航海に旅立った。以後、2月24日にセントピーター・アンド・セントポールズ岩礁付近で赤道を越え、かつてマゼランの船団が航過したコースをほぼなぞるように航海を続けた（潜水艦が潜航して通過出来ない場所は除く）。続く3月7日、ホーン岬を回って太平洋に到達、3月23日には日付変更線を通過、4月1日にはフィリピン領マクタン島のマゼラン湾内で潜望鏡でマゼラン記念碑を確認、4月17日には喜望峰を回ってふたたび大西洋に到達し、2ヶ月前と同じセント・ピーター・アンド・セント・ポールズ岩礁付近で赤道をふたたび越えた。この時点で、26723浬を60日と21時間、平均速力18ノットで完走し、潜航での世界一周を達成した。
5月2日にはセイル頭部のみを海面上に露頂して米駆逐艦と会合、スペイン政府に贈る銘盤を引き渡した（この後、銘盤はスペイン政府に贈られ、マゼラン船隊の出発地・帰港地であるサンルカル・デ・バラメダ市の政庁に飾られている）。5月10日、デラウェア州沖で本艦は浮上、この時点での記録は連続潜航時間83日9時間54分、航海距離35979浬に及び潜航時間の世界記録を樹立した（これは赤道付近での自己記録の更新でもある）。5月12日、母港に帰投の時点で、36335浬、84日19時間8分の無寄港無補給最長記録も樹立した。

### 長期作戦の「限界」
この作戦にはさらに別の目的が含まれてもいた。それは原潜の「限界」を知ることである。原潜は機械的には無限に近い動力を持つが、人間はそうではない。原潜の長期行動の限界を画するのは人間がどこまで「もつ」かであるとは、気付かれてはいたものの、実際にどこに限界があるかは確かめられていなかった。この航海には海軍の心理学者が同行し、長期にわたる閉鎖環境に置かれ、変化のない日々の中でルーチンワークをこなさなければならない乗員の士気を調査した。この調査によると60日を境に、士気は低下の一途をたどっている。この数字は、平時における原潜の哨戒期間の上限の決定において参考にされたものと考えられている。

## 遺産

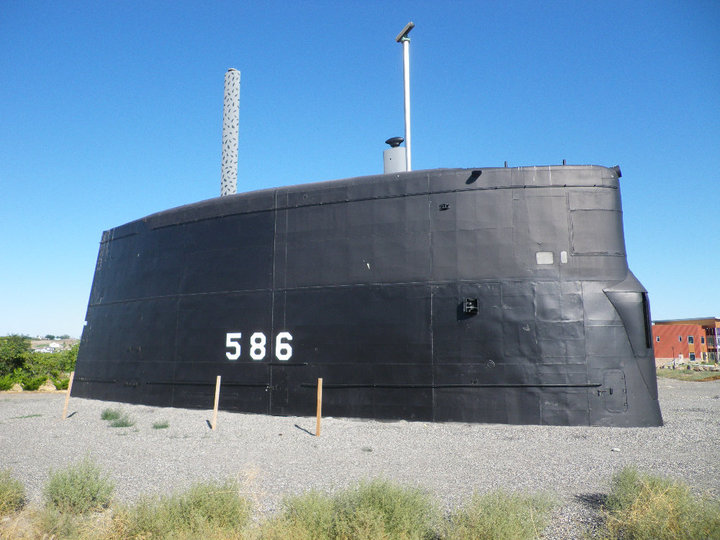
USS Triton Submarine Memorial Parkのセイル。

- USS Triton Submarine Memorial Parkのセイル。
- トライトン ライト（英語版） ‐ トライトンの名をあやかった灯台。